# Сент Полс (Северна Каролина)
Сент Полс (енгл. St. Pauls) град је у америчкој савезној држави Северна Каролина.

## Демографија
По попису из 2010. године број становника је 2.035, што је 102 (-4,8%) становника мање него 2000. године.
| Група             | 2000.         | 2010.       |
| Белци             | 1.180 (55,2%) | 995 (48,9%) |
| Афроамериканци    | 541 (25,3%)   | 389 (19,1%) |
| Азијати           | 8 (0,4%)      | 4 (0,2%)    |
| Хиспаноамериканци | 315 (14,7%)   | 511 (25,1%) |
| Укупно            | 2.137         | 2.035       |